# Stade Charles-Berty
Le stade Charles-Berty initialement appelé stade municipal de Grenoble ou stade vélodrome de Grenoble, est inauguré le dimanche 14 juin 1936 à l'occasion de la fête de la jeunesse, un mois avant d'accueillir sa première grande épreuve sportive, l'arrivée le 14 juillet de la 7e étape du Tour de France 1936 remportée par le Néerlandais Theofiel Middelkamp.
Situé dans le parc Paul-Mistral, il possède une capacité de 15 000 places assises à son ouverture mais l'historien et archiviste Vital Chomel parle de 18 000 places dans son livre sur l'histoire de Grenoble et la presse parle de près de 20 000 personnes pour l'arrivée du Tour de France 1936. Il servait principalement de stade de football pour la ville de Grenoble.

## Histoire
Décidé en 1930 sous la municipalité de Paul Mistral, il est achevé dès 1935 mais la construction de la piste repousse son inauguration par le maire Paul Cocat au mois de juin 1936. Son nom lui est attribué en 1948 en souvenir du champion cycliste Charles Berty né en 1911 à Saint-Laurent-du-Pont, ayant participé à trois Tours de France et mort en déportation à Mauthausen le 18 avril 1944.
Ce stade a été démoli en 2003, au profit de la construction du stade des Alpes, sur son emplacement, mais orienté parallèlement au boulevard Jean-Pain.
Ce stade a vu passer beaucoup de divisions sportives différentes, concernant le football grenoblois mais aussi quelques arrivées d'étapes du Tour de France grâce à son vélodrome. Il a vécu deux années d'élite, puis beaucoup d'années en deuxième division. Peu de temps avant sa destruction, il recevait les matchs de l'équipe réserve du GF38. Devenu vétuste, il ne pouvait plus accueillir de public, le club s'en servait donc pour les matchs de réserve et les entraînements.
Il a très longtemps accueilli l'équipe du GF38 ainsi que l'équipe de Rugby à XIII de Grenoble le Grenoble Olympique XIII et quelquefois le FC Grenoble aussi.

## Événements majeurs
Le vendredi 11 novembre 1960, Le FC Grenoble reçoit le Stade de Reims, champion de France en titre et vice-champion d'Europe l'année précédente devant 22 334 spectateurs et s'impose 3-2.
Le rugby à XIII attire du monde à Grenoble avec notamment plusieurs matchs disputés par l’équipe de France en 1958, 1959, 1972 (France-Grande Bretagne comptant pour la Coupe du monde) et 1974 dans la capitale des Alpes.
Le 4 novembre 1981, le stade est le théâtre d'un match entre l'équipe de Nouvelle-Zélande de rugby à XV et une sélection alpine avec 6 joueurs du FC Grenoble. Les All blacks y essuieront la seule défaite (16-18) de toute leur tournée européenne avec tous les points de la sélection des Alpes marqués par l'ouvreur du FC Grenoble, Pierre Pommier.
Le 15 juillet 1988, le stade Charles-Berty accueille un concert des Pink Floyd.